# Полигамија
Полигамија (грч.  — „више бракова”) је брачна веза једног мушкарца са више жена или обрнуто. Постоје три специфична вида полигамије: полиандрија (када жена има више од једног мужа) и полигинија (када мушкарац има више од једне супруге), и групни брак (нека комбинација полиандрије и полигиније). Полигинија је најчешћи вид полигамије. У традиционалном смислу се и данас практикује у многим афричким културама, укључујући јужну Азију, и већи део јужне и централне Африке. Братска полиандрија се традиционално практиковала међу номадским тибетанским племенима, као и у Непалу, и деловима Кине. Ова врста полиандрије значи да два или више браће деле једну жену, и имају једнак сексуални приступ према њој.
Супротно томе, моногамија је брак који се састоји од само две стране. Попут „моногамије”, термин „полигамија” се често користи у дефакто смислу, примењен независно од тога да ли држава препознаје однос. У социобиологији и зоологији, истраживачи користе полигамију у ширем смислу да би означили било који облик вишеструког парења.
Широм света, друштва различито подстичу, прихватају или забрањују полигамију. Од друштава која допуштају или толеришу полигамију, у великој већини случајева прихваћени облик је полигинија. Према Етнографском атласу (1998), од 1.231 разматраних друштава 588 је имало учесталу полигинију, 453 је имало повремену полигинију, 186 је моногамно, а 4 је имало полиандрију; иако новија истраживања показују да је полиандрија можда чешћа него што се раније мислило. У културама које практикују полигамију, њена преваленција међу том популацијом често је повезана са класним и социоекономским статусом.
Са правног становишта, у многим земљама, иако је брак правно моногаман (особа може имати само једног супружника, а бигамија је нелегална), прељуба није незаконита, што доводи до ситуације да је дефакто полигамија дозвољена, мада без законског признања незаваничних „супружника”.
Према научним студијама, људски систем парења сматра се примарно моногамним, с тим да је културолошка пракса полигамије мањинска. Овај закључак је заснован на истраживањима светских популација, и на карактеристикама људске репродуктивне физиологије.

## Форме
Полигамија постоји у три специфична облика:
- Полигинија, где мушкарац има више супруга истовремено
- Полиандрија, при чему жена има више мужева истовремено
- Групни брак, при чему се породична јединица састоји од више мужева и више супруга пунолетног узраста особе

### Полигинија

#### Учесталост
Полигинија, пракса у којој мушкарац истовремено има више супруга, далеко је најчешћи облик полигамије. Многе земље са муслиманском већином и неке са знатним муслиманским мањинама прихватају полигинију различитог опсега у правном и културном делокругу; неке секуларне земље попут Индије такође је у различитом степену прихватају. Исламски закон или шеријатско право је верски закон који је део исламске традиције која омогућава полигинију. То је изведено из верских прописа ислама, посебно Курана и хадиса. На арапском језику, израз sharīʿah се односи на непроменљиви божји закон (арапски: الله Алах) и у контрасту је са фикхом, који се односи на његове људске научне интерпретације.
Полигиније су распрострањеније у Африци него на било којем другом континенту, а посебно у Западној Африци, а неки научници виде утицај трговине робовима на однос мушкарца и жене као кључни фактор у настанку и утврђивању полигиније у афричким регионима.
Упоредна студија брака широм света антрополога Џека Гудија, која је користила Етнографски атлас, показала је историјску повезаност између праксе опсежне померајуће хортикултуре и полигамије у већини субсахарских афричких друштава. Ослањајући се на рад Естер Босеруп, Гуди напомиње да сексуална подела рада варира између мушки-доминиране интензивне орачке пољопривреде широко заступљене у Евроазији и екстензивне померајуће хортикултуре заступљене у Подсахарској Африци. У неким ретко насељеним областима у којима се упражњава померајућа култивација у Африци, жене обављају велики део посла. Тиме се фаворизују полигамни бракови у којима мушкарци настоје да монополизују производњу жена „које су цењене као раднице и као носиоци деце”. Гуди међутим примећује да је корелација несавршена и разноврсна, а такође дискутује о традиционалнијим пољопривредним системима којима доминирају мушкарци кроз релативно опсежне пољопривредне системе попут оних који постоје у већем делу западне Африке, посебно у западноафричкој савани, где већи део пољопривредних послова обављају мушкарци, а где полигинију мушкарци сматрају пожељном углавном ради стварања мушких потомака, чији се рад цени.
У нашим крајевима, у Босанској Крајини пре Другог светског рата није било необично да муслиман има три жене, понекад и четири. Трећа жена би се сматрала нечим што подмлађује човека, живела би у новоизграђеном крилу куће, повлашћенија од прве две жене.